# Championnat du Togo de football 2013
Navigation
Saison précédente Édition suivante
Le championnat du Togo de football 2013 est la cinquantième édition de la première division togolaise. Elle oppose les seize meilleurs clubs du Togo en une série de trente journées où chaque formation affronte deux fois toutes les autres équipes. Afin de permettre le passage du championnat à 12 équipes la saison prochaine, les quatre derniers du classement en fin de saison sont relégués et il n'y a aucun club promu de deuxième division.
Le championnat débouche sur une énorme surprise puisque c'est l'un des clubs promus de deuxième division, les Anges FC, qui termine en tête du classement avec deux points d'avance sur l'AS Douanes Lomé et onze sur le Foadan FC. C'est le tout premier titre de champion du Togo de l'histoire du club.
Le champion du Togo se qualifie pour la compétition continentale qu'est la Ligue des champions de la CAF. Un second club togolais participe lui à la Coupe de la confédération.

## Les clubs participants
| - Maranatha FC - Unisport de Sokodé - ASKO Kara - OC Agaza - AS Togo-Port - Gomido FC - AC Semassi - Dynamic Togolais | - Foadan FC - AS Douanes Lomé - Gbikinti FC - Promu de D2 - Étoile filante de Lomé - Tchaoudjo AC - Kotoko FC - US Koroki - Anges FC - Promu de D2 |

## Compétition

### Classement
Le barème utilisé pour établir le classement est le suivant :
- Victoire : 3 points
- Match nul : 1 point
- Défaite, forfait ou abandon : 0 point

| Rang | Équipe                 | Pts | J  | G  | N  | P  | Bp | Bc | Diff |
| ---- | ---------------------- | --- | -- | -- | -- | -- | -- | -- | ---- |
| 1    | Anges FCP              | 59  | 30 | 16 | 11 | 3  | 33 | 14 | +19  |
| 2    | AS Douanes Lomé        | 57  | 30 | 17 | 6  | 7  | 45 | 24 | +21  |
| 3    | Foadan FC              | 48  | 30 | 11 | 15 | 4  | 21 | 11 | +10  |
| 4    | Dynamic TogolaisT      | 47  | 30 | 12 | 11 | 7  | 39 | 29 | +10  |
| 5    | AC Semassi             | 47  | 30 | 13 | 8  | 9  | 26 | 26 | 0    |
| 6    | Gomido FC              | 45  | 30 | 12 | 9  | 9  | 30 | 26 | +4   |
| 7    | AS Togo-Port           | 43  | 30 | 11 | 10 | 9  | 35 | 30 | +5   |
| 8    | OC Agaza               | 43  | 30 | 11 | 10 | 9  | 33 | 29 | +4   |
| 9    | ASKO Kara              | 43  | 30 | 11 | 10 | 9  | 27 | 23 | +4   |
| 10   | Unisport de Sokodé     | 43  | 30 | 11 | 10 | 9  | 25 | 21 | +4   |
| 11   | Gbikinti FCP           | 39  | 30 | 9  | 12 | 9  | 25 | 27 | -2   |
| 12   | Maranatha FC           | 38  | 30 | 10 | 8  | 12 | 33 | 33 | 0    |
| 13   | US Koroki              | 32  | 30 | 9  | 5  | 16 | 21 | 35 | -14  |
| 14   | Kotoko FC              | 29  | 30 | 6  | 11 | 13 | 21 | 26 | -5   |
| 15   | Étoile Filante de Lomé | 21  | 30 | 4  | 9  | 17 | 20 | 43 | -23  |
| 16   | Tchaoudjo AC           | 11  | 30 | 2  | 5  | 23 | 16 | 53 | -37  |

|  | Qualifié pour la Ligue des champions de la CAF 2014 |
|  | Qualifié pour la Coupe de la confédération 2014     |
|  | Relégué en 2e division                              |
|  | T : Tenant du titre P : Promu de deuxième division  |

## Bilan de la saison
| Championnat du Togo de football 2013                             |                        |
| Champion                                                         | Anges FC (1er titre)   |
| Coupes et trophées                                               |                        |
| Vainqueur de la Coupe du Togo 2013                               | Non disputée           |
| Qualifications continentales                                     |                        |
| Ligue des champions de la CAF 2014                               | Anges FC               |
| Coupe de la confédération 2014                                   | AS Douanes Lomé        |
| Promotions et relégations                                        |                        |
| Promus en Championnat National                                   | Aucun                  |
| Relégués en Championnat du Togo de football de deuxième division | US Koroki              |
| Relégués en Championnat du Togo de football de deuxième division | Kotoko FC              |
| Relégués en Championnat du Togo de football de deuxième division | Étoile Filante de Lomé |
| Relégués en Championnat du Togo de football de deuxième division | Tchaoudjo AC           |